# Sáta (Hungria)
Sáta é um município da Hungria, situado no condado de Borsod-Abaúj-Zemplén. Tem 16,51 km² de área e sua população em 2015 foi estimada em 1.133 habitantes.